# Acheilognathus intermedia
Acheilognathus intermedia är en fiskart som först beskrevs av Temminck och Schlegel, 1846.  Acheilognathus intermedia ingår i släktet Acheilognathus och familjen karpfiskar. Inga underarter finns listade i Catalogue of Life.